# Aulis Rytkönen
Aulis Rytkönen (Karttula, 5 de janeiro de 1929 – Helsinque, 16 de abril de 2014) é um futebolista finlandês.